# 徳永幸之
徳永 幸之 (とくなが よしゆき、1960年(昭和35年)1月9日 - ) は、日本の研究者。工学博士。元東北大学准教授、元宮城大学副学長、現教授。
主な研究対象は交通計画学。
妻は宮城県かるた協会常任理事の徳永理枝。

## 人物
1960年1月9日、新潟県長岡市生まれ。1978年、新潟県立長岡高等学校を卒業後、東北大学工学部 土木工学科に進学。1982年に卒業。
学部卒業後に運輸省入省。1982年4月に運輸省 鉄道監督局民営鉄道部土木電気課に配属、1984年4月、運輸省 第三港湾建設局神戸調査設計事務所を経て、
1985年、出身の東北大学工学部にて助手に就任。
その後、1993年6月、大学院情報科学研究科助手に就任、1994年4月に講師、1995年4月に助教授、2007年に准教授を経て、
宮城大学事業構想学部教授に就任、現在に至る。
2011年4月、宮城大学学生学部長に就任（2014年3月まで）
2014年4月、宮城大学事業構想学部長兼事業構想研究科長に就任（2017年3月まで）
2017年4月、宮城大学事業構想学群事業プランニング学類教授に就任（現在に至る）
2017年4月、宮城大学理事兼副学長に就任（2019年3月まで）

## 著書
- バスサービスハンドブック(共著)（土木学会、2006年）